# Güeñes (przystanek kolejowy)
Güeñes (bas.: Gueñesko geltokia) – przystanek kolejowy w Güeñes, w prowincji Vizcaya we wspólnocie autonomicznej Kraj Basków, w Hiszpanii. 
Jest obsługiwana przez pociągi wąskotorowe FEVE.

## Linie kolejowe
- Linia Bilbao – Santander[1]